# Gramatyka (jurydyka)
Gramatyka – dawna uniwersytecka jurydyka, położona pomiędzy Łobzowem a Kawiorami.
Powstała na terenie posiadłości „Królowa Wola”, będącej własnością Małgorzaty, wdowy po krakowskim mieszczaninie A. Libentalu. Nazwa jurydyki „Gramatyka” wzmiankowana została po raz pierwszy w XV wieku. W 1517 jurydyka została ofiarowana Akademii Krakowskiej przez M. i P. Danielowiczów.
W 1909 roku jurydyka została włączona do Krakowa, jako część XIV dzielnicy kastralnej. Od 1956 nazwę „Gramatyka” nosi ulica, biegnąca przez teren dawnej jurydyki.